# Lista de campeões olímpicos da maratona
A lista de campeões olímpicos da maratona contém todos os vencedores da mais longa corrida olímpica, homens e mulheres, desde Atenas 1896 até Paris 2024.

## Homens

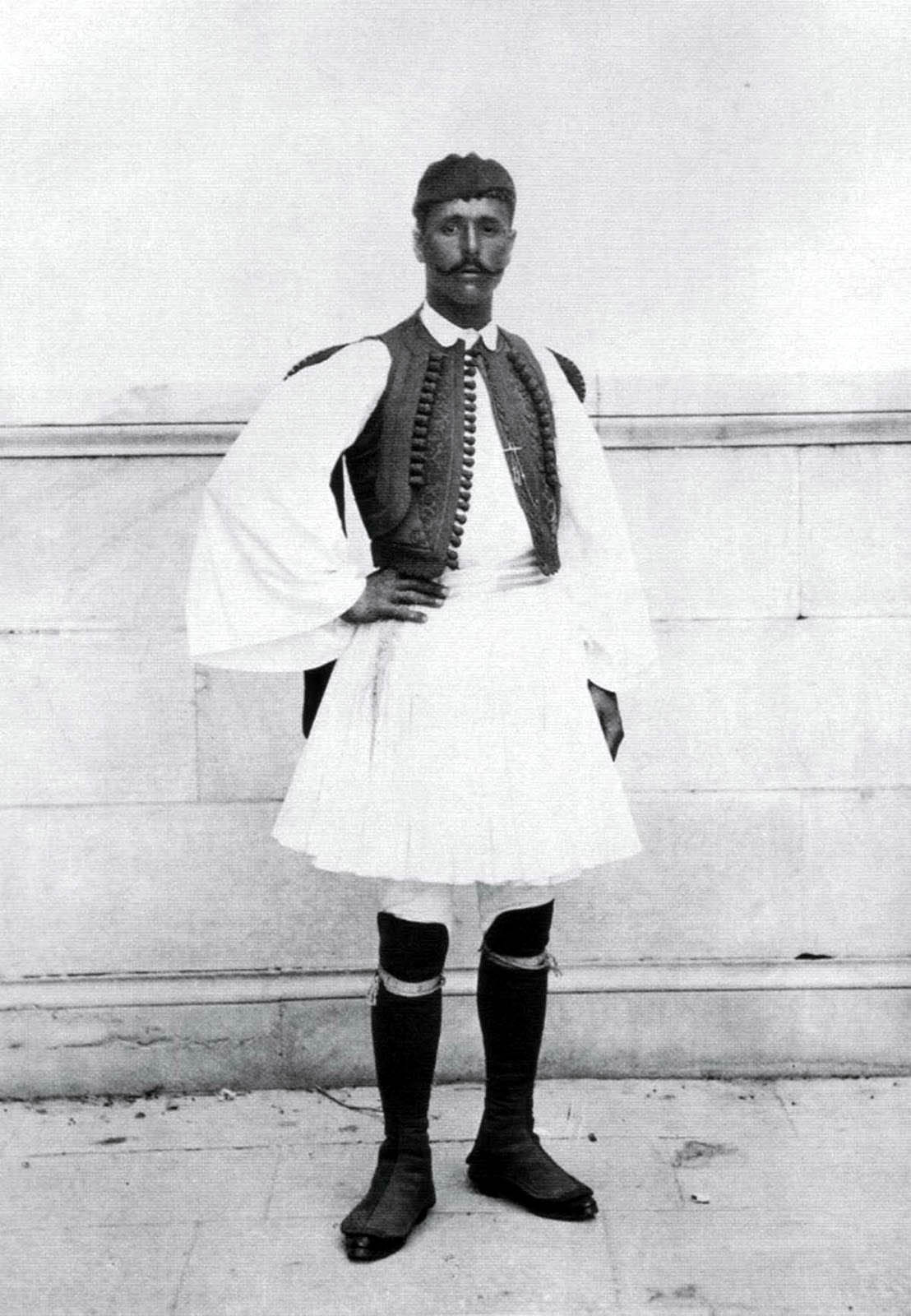
Spiridon Louis, primeiro campeão olímpico da maratona – Atenas 1896.

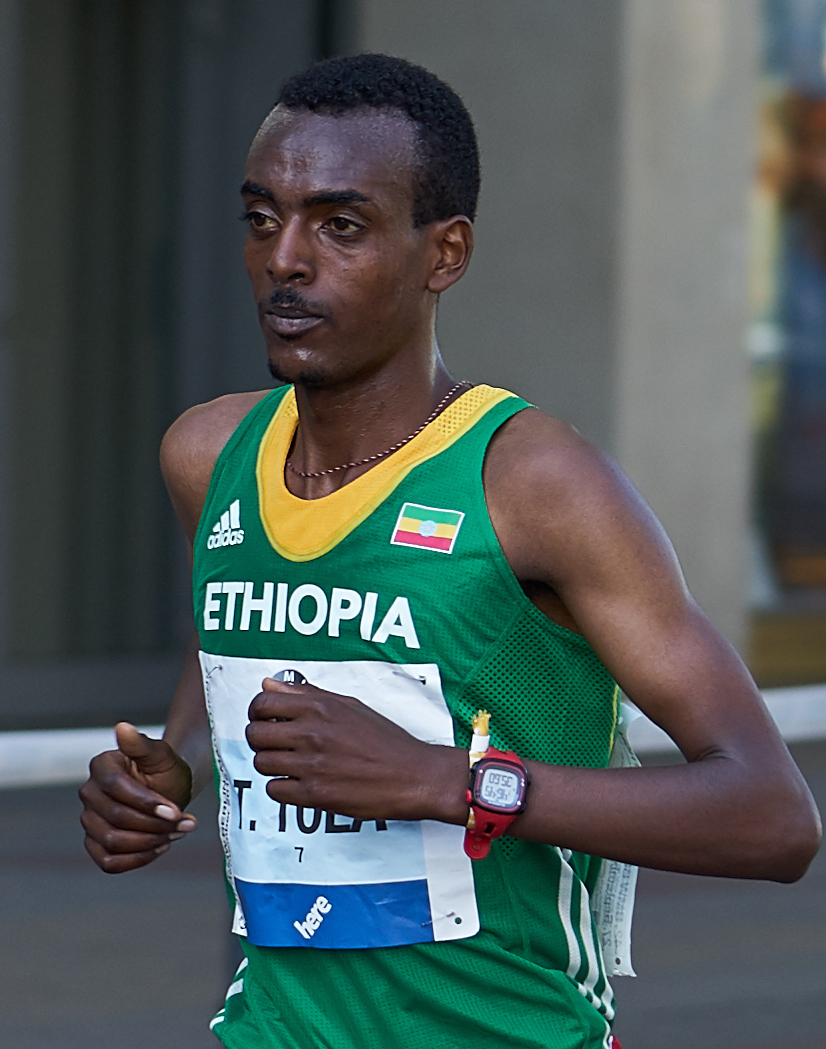
Tamirat Tola, atual campeão olímpico da maratona – Paris 2024

Nos 124 anos que separam os Jogos Olímpicos de Atenas 1896 e Paris 2024, foram realizadas trinta edições dos Jogos e, consequentemente, disputadas trinta maratonas olímpicas masculinas. Do grego Spiridon Louis ao etíope Tamirat Tola, 27 atletas de 15 países tiveram até hoje a honra de pendurar no peito a medalha de ouro da maratona olímpica.
| Jogos Olímpicos       | Atleta                       | País              | Tempo   |
| --------------------- | ---------------------------- | ----------------- | ------- |
| Paris 2024            | Tamirat Tola                 | Etiópia           | 2:06:26 |
| Tóquio 2020           | Eliud Kipchoge               | Quénia            | 2:08:38 |
| Rio 2016              | Eliud Kipchoge               | Quénia            | 2:08:44 |
| Londres 2012          | Stephen Kiprotich            | Uganda            | 2:08:01 |
| Pequim 2008           | Samuel Wanjiru               | Quénia            | 2:06:32 |
| Atenas 2004           | Stefano Baldini              | Itália            | 2:10.55 |
| Sydney 2000           | Gezahegne Abera              | Etiópia           | 2:10.11 |
| Atlanta 1996          | Josia Thugwane               | África do Sul     | 2:12.36 |
| Barcelona 1992        | Young-Cho Hwang              | Coreia do Sul     | 2:13.23 |
| Seul 1988             | Gelindo Bordin               | Itália            | 2:10.32 |
| Los Angeles 1984      | Carlos Lopes                 | Portugal          | 2:09.21 |
| Moscou 1980           | Waldemar Cierpinski          | Alemanha Oriental | 2:11.03 |
| Montreal 1976         | Waldemar Cierpinski          | Alemanha Oriental | 2:09.55 |
| Munique 1972          | Frank Shorter                | Estados Unidos    | 2:12.19 |
| Cidade do México 1968 | Mamo Wolde                   |                   | 2:20.26 |
| Tóquio 1964           | Abebe Bikila                 |                   | 2:12.11 |
| Roma 1960             | Abebe Bikila                 |                   | 2:15.16 |
| Melbourne 1956        | Alain Mimoun                 | França            | 2:25.00 |
| Helsinque 1952        | Emil Zatopek                 | República Checa   | 2:23.03 |
| Londres 1948          | Delfo Cabrera                | Argentina         | 2:34.51 |
| Berlim 1936           | Sohn Kee-chung * (Kitei Son) | Japão             | 2:29.16 |
| Los Angeles 1932      | Juan Carlos Zabala           | Argentina         | 2:31.36 |
| Amsterdã 1928         | Boughera El Ouafi            | França            | 2:32.57 |
| Paris 1924            | Albin Stenroos               | Finlândia         | 2:41.22 |
| Antuérpia 1920        | Hannes Kolehmainen           | Finlândia         | 2:32.35 |
| Estocolmo 1912        | Kenneth McArthur             |                   | 2:35.56 |
| Londres 1908          | Johnny Hayes                 | Estados Unidos    | 2:55.18 |
| St. Louis 1904        | Thomas Hicks                 | Estados Unidos    | 3:28.53 |
| Paris 1900            | Michel Théato                | França            | 2:59.45 |
| Atenas 1896           | Spiridon Louis               |                   | 2:58.50 |

- Tempo em azul – recorde olímpico
- * –  o coreano Sohn Kee-chung fez história ao vencer a maratona em Berlim 1936 representando o Japão – que desde 1910 ocupava militar e politicamente a Coreia – com o nome japonês de "Kitei Son". Depois da guerra, Sohn foi o porta-bandeira da delegação sul-coreana na cerimônia de abertura dos Jogos de Londres 1948. Em Seul 1988, de cabelos completamente brancos e aos 76 anos de idade, ele entrou no Estádio Olímpico carregando a tocha olímpica com seu próprio nome e com as cores de sua verdadeira pátria, sob uma das maiores ovações já ouvidas na história dos Jogos Olímpicos. Sohn Kee-chung  está enterrado  no Cemitério Nacional em Daejeon, e sua saga é contada nas salas de aula de História às crianças coreanas.[2]

Desde os anos 1980, a Coreia do Sul, país do qual tornou-se cidadão após a divisão das Coreias, vinha tentando junto ao COI o reconhecimento oficial do nome de Sohn como o do verdadeiro vencedor em Berlim e de sua real nacionalidade – Sohn Kee-chung e coreano ao invés de Kitei Son e japonês – com periódicos e insistentes pedidos oficiais de adequamento aos fatos históricos reais. Depois de anos negando o reconhecimento, em 9 de novembro de 2011, setenta e cinco anos após sua vitória e nove anos após sua morte, o Comitê Olímpico Internacional finalmente concordou em realizar oficialmente a mudança; o real nome coreano dele passou a fazer parte dos documentos históricos do COI mas o Comitê manteve sua nacionalidade e sua medalha como japonesas, pois ele correu representando o Japão e mudar este fato seria uma distorção da História.

## Mulheres

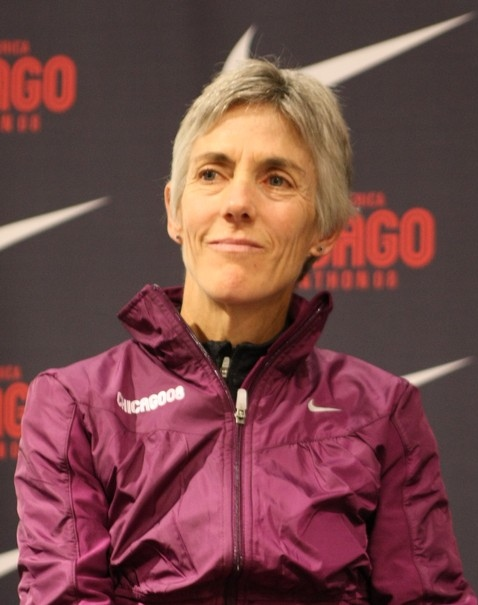
Joan Benoit, primeira campeã olímpica – Los Angeles 1984.

Quase noventa anos após a disputa da primeira maratona em Atenas 1896, as mulheres receberam também o direito de disputar sua própria maratona, devido ao sucesso que a prova fazia ao redor do mundo, onde multidões, incluindo mulheres, as disputavam em lugares como Boston, Nova York, Londres, Chicago, Rotterdam, etc. A primeira prova da maratona olímpica feminina foi realizada nos Jogos de Los Angeles, em 1984.
| Jogos Olímpicos  | Atleta                   | País                                 | Tempo   |
| ---------------- | ------------------------ | ------------------------------------ | ------- |
| Paris 2024       | Sifan Hassan             | Países Baixos                        | 2:22:55 |
| Tóquio 2020      | Peres Jepchirchir        | Quénia                               | 2:27:20 |
| Rio 2016         | Jemima Sumgong           | Quénia                               | 2:24:04 |
| Londres 2012     | Tiki Gelana              | Etiópia                              | 2:23:07 |
| Pequim 2008      | Constantina Tomescu-Dita | Romênia                              | 2:26:44 |
| Atenas 2004      | Mizuki Noguchi           | Japão                                | 2:26:20 |
| Sydney 2000      | Naoko Takahashi          | Japão                                | 2:23:14 |
| Atlanta 1996     | Fatuma Roba              | Etiópia                              | 2:26:52 |
| Barcelona 1992   | Valentina Yegorova *     | Comunidade dos Estados Independentes | 2:32.41 |
| Seul 1988        | Rosa Mota                | Portugal                             | 2:25:39 |
| Los Angeles 1984 | Joan Benoit              | Estados Unidos                       | 2:24.52 |

- Tempo em azul – recorde olímpico
- * – a russa Valentina Yegorova competiu pela Equipe Unificada que representou a então Comunidade dos Estados Independentes (CEI) nos Jogos Olímpicos de Barcelona.